# La luna hueca
La luna hueca es el quinto álbum de estudio solista del guitarrista y cantante Skay Beilinson junto a su grupo Los Fakires, lanzado el 28 de agosto de 2013. Para el lanzamiento del álbum, Skay Beilinson se dispuso a hablar sobre éste en una entrevista con el locutor Mario Pergolini, en el programa que conduce semanalmente: Tenemos malas noticias, trasmitido por la radio de la cual es propietario, Vorterix Rock. En la dicha entrevista explicó todas y cada una de las diez canciones que lo componen. El disco fue presentado en la edición 2014 del festival Cosquín Rock en donde, junto a una lluvia que lo acompañó gran parte del concierto, hizo una actuación digna de memorar.

## El disco
En la entrevista que dio en la radio Vorterix explicó todas las letras del álbum de estudio. A continuación, sus palabras:
- «Sombra golondrina».

"Es la historia de un personaje, a quien de repente la sombra se le escapa y se va por ahí".
- «Ya lo sabés».

"No es muy grato hablar de las letras, pero esta habla de que existe un lugar donde se besan el cielo y la tierra, donde se junta la parte más humana con la parte más espiritual de un ser. El tema dice que Ahí quisiera encontrarte".
- «La fiesta del karma».

"Pregunta que a veces no sé muy bien si fue el diablo o si fue Dios que nos arrojó al vacío en esta danza cósmica".
- «El redentor secreto».

"Está basado en la antigua historia de la India, que decía que los ogros vivían en Ceylán adentro de un limón, y de repente un ciego, sin saber nada, pasó con un cuchillo, cortó el limón y los ogros murieron y ya no existen más, y desde entonces son todos felices en Ceylán. Está inspirado en un texto de Borges y Bioy Casares, que me hizo cagar de risa. Es uno de los dos temas que tendrá su estreno mundial en Rosario".
- «Falenas en celo».

"Son las mariposas de la noche que van hacia la luz, y en ese viaje queman sus alas. A pesar de todo, sabiendo que van a morir en esa búsqueda, se atreven a ir hacia la luz".
- «Arriba el telón».

"Este se lo conocía como «Luz, cámara, acción», dice Quién inventó este guion, no hay vuelta atrás. Es una descripción un poco apocalíptica del mundo en que vivimos, en el que está acechándonos una posible guerra, y la hecatombe es parte de la ecuación posible".
- «La nube, el globo y el río».

"Es uno de los temas más raros que hice en mi vida (risas). Es una cópula entre una nube, un globo y el río. No es una cópula en el sentido erótico ni sexual. Es raro por lo despojado en lo musical, me salió entero de un tirón con la guitarra acústica. Además tiene orquestaciones con cellos y cornos, es una cosa bien interesante".
- «El sueño del jinete».

"También lo conocen como «La cabalgata». Cuenta la historia de un tipo que mira el cielo, de repente ve una señal, y fascinado con lo que vio construye un caballo con alas y un buen día se sube y se va. Puede entenderse como una metáfora de la libertad".
- «Cicatrices».

"El tema dice A los cuatro vientos aullé como un lobo, el eco me devolvió mi propia voz. Es el segundo tema que tendrá un estreno mundial en Rosario".
- «La última primavera».

"Otro de los nombres posibles era «Mientras». Te diría que a este tema, simplemente, hay que escucharlo".
En cuanto al sonido, en comparación con sus otros discos hay muchos más acústicos ("me lo debía" dijo al respecto). Además, el álbum sugiere una mayor variedad tímbrica que en sus trabajos anteriores, así como una profundización en ciertos colores étnicos y aires de música oriental que han sido siempre una de sus características como guitarrista y compositor. Skay dice que la relectura de la obra Cortázar, especialmente La vuelta al día en ochenta mundos, le inspiró una nueva forma de escribir canciones. Este álbum es, posiblemente el más abierto, sónica y estilísticamente, de sus primeros cinco álbumes de estudio.

## Nombre
Skay Beilinson dice sobre el nombre del disco: "La luna siempre produce fascinación, porque es la luz de noche. Y así, ahuecada, es donde nacen estas canciones, los poemas que nunca fueron dichos, dónde se esconde Dios cuando quiere ocultarse, los desvelados, los locos. Esa oquedad es la que permite pasar todas las cosas que uno proyecta".

## Arte de tapa
Con arte de tapa de Rocambale, creador de todas las obras de arte del grupo musical Patricio Rey y sus Redonditos de Ricota, el álbum La luna hueca tiene para muchos una bellísima presentación en formato libro de tapa dura con ilustraciones acompañando las letras de las canciones.

## Lista de canciones
Todas las canciones fueron compuestas por Skay Beilinson.
1. «Sombra golondrina» (2:34)
2. «Ya lo sabés...» (3:16)
3. «La fiesta del karma» (1:56)
4. «El redentor secreto» (3:20)
5. «Falenas en celo» (3:39)
6. «Arriba el telón» (2:53)
7. «La nube, el globo y el río» (3:20)
8. «El sueño del jinete» (2:58)
9. «Cicatrices» (3:36)
10. «La última primavera» (2:40)

## Músicos
- Skay Beilinson: Voz y guitarra eléctrica principal, guitarra acústica.
- Oscar Reyna: Guitarra eléctrica secundaria.
- Claudio Quartero: Bajo.
- Javier Lecumberry: Teclados.
- Topo Espíndola: Batería.

## Invitados
- La Petite Hypnofon: Arreglo de cuerdas y vientos en «La nube, el globo y el río».